# Exposures: In Retrospect and Denial
Exposures: In Retrospect And Denial är ett musikalbum av Dark Tranquillity. Det släpptes i maj 2004. Albumet innehåller en studioinspelad skiva med dels outgivna låtar (spår 1-7), vilka spelades in i samband med albumen Damage Done, Haven och Projector, dels låtarna från demon Trail of Life Decayed och EPn A Moonclad Reflection. Den andra CD:n är en liveskiva med inspelning från konserten i Krakow, Polen år 2002.
Albumet är designat av Cabin Fever Media.

## Låtlista

### CD 1
1. "Static" - 4:40
2. "The Poison Well" - 4:08
3. "Misery in Me" - 4:40
4. "In Sight" - 4:11
5. "Cornered" - 3:59
6. "Exposure" - 3:52
7. "No One" - 4:41
8. "Yesterworld" - 7:29
9. "Unfurled by Dawn" - 7:31
10. "Midwinter/Beyond Enlightenment" - 5:43
11. "Vernal Awakening" - 5:21
12. "Void of Tranquillity" - 7:26

### CD 2
1. "The Wonders at Your Feet" - 3:52
2. "The Treason Wall" - 3:35
3. "Hedon" - 4:39
4. "White Noise/Black Silence" - 4:14
5. "Haven" - 4:02
6. "Punish My Heaven" - 5:00
7. "Monochromatic Stains" - 3:43
8. "Indifferent Suns" - 3:40
9. "Format C: For Cortex" - 4:32
10. "Insanity's Crescendo" - 5:16
11. "Hours Passed in Exile" - 4:58
12. "The Sun Fired Blanks" - 4:33
13. "Damage Done" - 3:23
14. "Lethe" - 3:59
15. "Not Built to Last" - 3:49
16. "ThereIn" - 5:34
17. "Zodijackyl Light" - 3:59
18. "Final Resistance" - 3:08
19. "Ex Nihilo" - 2:05